# Józef Bieniasz
Józef Bieniasz (ur. 1892 w Podzwierzyńcu k. Łańcuta, zm. 1961 w Krakowie) – polski prozaik, autor sztuk scenicznych i baśni dla dzieci oraz powieści o przyrodzie przeznaczonych głównie dla młodego pokolenia.

## Biografia
Kształcił się w I Gimnazjum Państwowym w Rzeszowie (jego późniejsza powieść pt. Edukacja Józia Barącza powstała na kanwie edukacji w tej szkole). Eksternistycznie ukończył gimnazjum w Łańcucie (1916). Zmobilizowany do armii austriackiej, uczestniczył w I wojnie światowej. Po studiach odbytych na lwowskim Uniwersytecie Jana Kazimierza (1919-1925) podjął pracę dziennikarską i literacką. W latach 1930–39 pracownik wydziału kultury i sztuki Zarządu Miejskiego we Lwowie oraz współwydawca w oficynie Książnica Polska "Leopolia". W lipcu 1939 został wyróżniony przez Fundusz Kultury Narodowej im. Józefa Piłsudskiego przyznaniem stypendium za prace literackie. Podczas okupacji niemieckiej działał w ruchu oporu na Rzeszowszczyźnie. Po wojnie osiadł w Krakowie, gdzie w latach 1948-1951 pełnił funkcję kierownika literackiego w wydawnictwach.
Debiutował utworami scenicznymi dla najmłodszych pisanymi dla teatrów amatorskich. Był autorem powieściowego cyklu autobiograficznego (1933), ukazującego drogę wiejskiego dziecka do zdobycia wykształcenia i awansu społecznego. Popularność w latach trzydziestych XX w. zyskał jednak przede wszystkim opowiadaniami i powieściami o przyrodzie i zwierzętach (z reguły osadzonymi w scenerii południowo-wschodnich zakątków kraju). Znajomość ich życia i otoczenia pozwalała mu na stwarzanie ciekawych i dramatycznych sytuacji bez sztucznego nadawania postaciom zwierząt cech ludzkich. Do ulubionych bohaterów jego przyrodniczych opowieści należały niedźwiedzie. 
W okresie powojennym również pisał bajki i baśnie dla dzieci, był też autorem powieści sportowej (Lawina idzie) oraz przygodowo-podróżniczej (Na szlaku Stanleya). W późniejszym czasie twórczość jego została przysłonięta powieściami Tytusa Karpowicza zajmującego się podobną tematyką puszczańsko-zwierzęcą.

## Twórczość (wybór)
- Jak kowalicha diabła wykiwała (1929) – baśń sceniczna
- Edukacja Józia Barącza (1933) – powieść
- Maturanci (1933) – powieść
- Korporanci (1933) – powieść
- Narodziny bestii (1934) – powieść
- Księżniczka Śnieżyczka i baba Wija (1935) – baśń sceniczna
- Stary Rok w opałach (1935) – baśń sceniczna
- W puszczy nad Salatrukiem (1935) – opowieści
- Duch Czarnohory (1936) – powieść
- Wilki wyją (1936) – powieść
- Leśne wygi (1938) – powieść
- Turul – król karpackiej puszczy (ok. 1938) – powieść
- Przygody wilka Gagatka (1947) – bajka
- Turul – władca puszczy (skrót, 1947) – powieść
- Lawina idzie (1947) – powieść
- W sidłach wodnika (1948) – baśnie
- Leśny spryciarz (skrót Leśnych wyg, 1954) – powieść
- Pszczoły i trutnie (1954) – powieść
- Grześ – syn Turula (1957) – powieść
- Na szlaku Stanleya (1958) – powieść
- Gabriela Zapolska; opowieść biograficzna (1960) – powieść